# Bewegingsdriehoek
De bewegingsdriehoek is het Vlaams voorlichtingsmodel over bewegen en lang stilzitten voor de algemene bevolking, ontwikkeld door het Vlaams Instituut Gezond Leven.
De bewegingsdriehoek illustreert 3 onderbouwde boodschappen om mensen bewust te maken en te motiveren tot een gezondere leefstijl:
- Zit minder lang stil én beweeg meer

- Zet stap voor stap

- Ga elke dag voor een gezond mix van zitten, staan en bewegen

De bewegingsdriehoek is opgebouwd uit verschillende gekleurde zones. De verschillende zones zijn:
- Oranje zone: dit is 'sedentair gedrag' of lang stilzitten. Dit is alles terwijl we zitten of liggen en waarbij we heel weinig energie verbruiken. Slapen hoort hier niet bij.  We beperken en onderbreken lang stilzitten best zoveel mogelijk. Liefst om de 30 minuten. Lang stilzitten is terug te vinden in de oranje hoek van de bewegingsdriehoek.

- Lichtgroene zone: dit is lichtintensieve beweging en bevindt zich in de onderste laag van de bewegingsdriehoek. Voor de gezondheid is het belangrijk het grootste deel van de dag licht intensief te bewegen. Bijvoorbeeld door staand te computeren, huishoudelijke taken te doen of de trap te nemen.

- Middelste groene zone: dit is matige intensief bewegen. Bijvoorbeeld stevig wandelen, recreatief zwemmen of fietsen. De ademhaling gaat sneller en ook de hartslag gaat omhoog. Hierbij zijn we nog niet buiten adem en kunnen we nog gewoon praten. Matig intensieve beweging levert nog meer gezondheidsvoordelen op dan licht intensieve beweging. Het is dus belangrijk om dagelijks ook een stukje aan matige intensiteit te bewegen.

- Donkergroene zone: deze zone bevindt zich bovenaan in de bewegingsdriehoek en staat voor hoog intensief bewegen, bv. lopen, een partijtje basketbal, ... Bij bewegen aan hoge intensiteit gaan we ook zweten. Hoog intensieve beweging levert nog meer gezondheidsvoordelen op in vergelijking met matig en licht intensieve beweging. De aanbeveling luidt om minstens één keer per week hoog intensief te bewegen. Daarnaast beveelt de bewegingsdriehoek aan om elke week onze spieren te versterken.

De bewegingsdriehoek is, samen met de voedingsdriehoek, de opvolger van de actieve voedingsdriehoek. De bewegingsdriehoek werd gelanceerd in september 2017. De bewegingsdriehoek is gebaseerd op een uitgebreide literatuurstudie, overleg met experts en focusgroepen met de doelgroep.